# دون ريدال
دون ريدال (بالإنجليزية: Don Riddell)‏؛ (7 سبتمبر 1972 -) هو مذيع بريطاني في سي إن إن الدولية. كان سابقا صحفيا رياضيا.

## النشأة والمسيرة
ولد دون ريدال في 7 سبتمبر 1972 في إدنبرة باسكتلندا وحاز على إجازة في الإعلام والاتصال العام وفي الدراسات الثقافية. عمل في تلفزيون بريطاني محلي ثم التحق بقناة لندن نيوز نتوورك حيث كان المذيع الرياضي لبرنامج لندن تونايت. انضم لسي إن إن في 2002 وكان أحد أربعة مذيعين رياضيين لبرنامج وورلد سبورت انطلاقا من لندن. قدّم برنامج ليفينغ غولف ويشارك الآن في إذاعة برنامج وورلد ريبورت.

## وصلات خارجية
- السيرة الرسمية في موقع سي إن إن